# 井口一郎
井口 一郎（いぐち いちろう、1948年（昭和23年）3月14日 - ）は、日本の政治家。新潟県南魚沼市長（初代、2期、3期）。旭日小綬章受章。

## 経歴
- 1948年（昭和23年） - 3月14日、新潟県南魚沼郡六日町（現：南魚沼市 六日町）大字法音寺に生まれる。
- 1967年（昭和42年） - 3月、新潟県立六日町高等学校・五日町分校（定時制課程）卒業。
  - 4月、五城土地改良区職員。
- 1969年（昭和44年）- 9月、六日町役場職員（農林課、建設課、開発課、水道課）
- 1981年（昭和56年）- 5月、六日町議会議員、5期（議長、社会文教委員長、産業経済委員長）
- 2003年（平成15年）- 4月、六日町町長。
- 2004年（平成16年）- 11月21日、無投票当選。
  - 11月28日、南魚沼市長（初代）[2]
- 2008年（平成20年）- 11月、再選（2期）

※当日有権者数：49,691人 最終投票率：63.23%（前回比：pts）
| 候補者名 | 年齢 | 所属党派 | 新旧別 | 得票数   | 得票率 | 推薦・支持 |
| -------- | ---- | -------- | ------ | -------- | ------ | ---------- |
| 井口一郎 | 60   | 無所属   | 現     | 18,350票 | 59.0%  |            |
| 小山信二 | 56   | 無所属   | 新     | 12,734票 | 41.0%  |            |

- 2012年（平成24年）- 11月、3選。

※当日有権者数：48,632人 最終投票率：68.62%（前回比：+5.39pts）
| 候補者名   | 年齢 | 所属党派 | 新旧別 | 得票数   | 得票率 | 推薦・支持 |
| ---------- | ---- | -------- | ------ | -------- | ------ | ---------- |
| 井口一郎   | 64   | 無所属   | 現     | 13,993票 | 42.3%  |            |
| 笠原喜一郎 | 58   | 無所属   | 新     | 11,805票 | 35.7%  |            |
| 駒形正明   | 58   | 無所属   | 新     | 7,288票  | 22.0%  |            |

- 2016年（平成28年）- 11月27日、退任。
- 2018年（平成30年）- 4月29日、 春の叙勲で「旭日小綬章」を受章 [3]。

## 人物像
- 趣味
  - 読書（政治書・歴史書）、野球、ゴルフ
- 座右の銘
  - 決断と実行
- 宗派
  - 真言宗智山派

## 加盟団体
- 全国簡易水道協議会（平成20年～24年5月まで会長を務める）[4]
- ローカル・マニフェスト推進首長連盟